# VolleyLigaen 2014-2015 (femminile)
La VolleyLigaen danese di pallavolo femminile 2014-2015 si è svolta dal 7 ottobre 2014 al 5 maggio 2015: al torneo hanno partecipato otto squadre di club danesi e la vittoria finale è andata per la terza volta, la seconda consecutiva, al Brøndby Volleyball Klub.

## Regolamento

### Formula
Le squadre hanno disputato un girone all'italiana, con gare di andata e ritorno: al termine della regular season:
- Le prime sei classificate hanno acceduto ai play-off scudetto strutturati in quarti di finale (a cui non hanno partecipato le prime due classificate), giocati al meglio di due vittorie su tre gare, semifinali, giocate al meglio di tre vittorie su cinque gare, finale terzo posto, giocata al meglio di due vittorie su tre gare, e finale, giocata al meglio di tre vittorie su cinque gare.
- Le due sconfitte ai quarti di finale dei play-off scudetto e le ultime due classificate hanno acceduto ai play-off per il quinto posto strutturati in una fase a girone, con gare di andata e ritorno.
- Le ultime due classificate dei play-off per il quinto posto e la prima classificata del girone est e del girone ovest della 1. Division hanno acceduto ai play-out strutturati in una finale, giocata al meglio di due vittorie su tre gare (si sono giocate due finale, ognuna disputata tra una squadra di VolleyLigaen e 1. Division): se la squadra vincitrice è risultata essere quella militante in VolleyLigaen questa è restata nella massima categoria, se invece la squadra vincitrice è risultata essere quella militante in 1. Division questa è stata promossa in VolleyLigaen e quella militante in VolleyLigaen è stata retrocessa in 1. Division.

### Criteri di classifica
Se il risultato finale è stato di 3-0 o 3-1 sono stati assegnati 3 punti alla squadra vincente e 0 a quella sconfitta, se il risultato finale è stato di 3-2 sono stati assegnati 2 punti alla squadra vincente e 1 a quella sconfitta.
L'ordine del posizionamento in classifica è stato definito in base a:
- Punti;
- Numero di partite vinte;
- Ratio dei set vinti/persi;
- Ratio dei punti realizzati/subiti.

## Squadre partecipanti
Al campionato di VolleyLigaen 2014-15 hanno partecipato otto squadre: quella neopromossa dalla 1. Division è stata il DHV Odense, vincitrice dei play-off promozione; una squadra che ha avuto il diritto di partecipazione, ossia il Frederiksberg Volley, ha rinunciato all'iscrizione: al posto di questa non è stata ripescata alcuna squadra.
| Club           | Città          | Palazzetto                      | Stagione precedente                                              |
| -------------- | -------------- | ------------------------------- | ---------------------------------------------------------------- |
| Aarhus         | Aarhus         | Århus Gl. Stadionhal Aarhus     | 6ª in VolleyLigaen                                               |
| Brøndby        | Brøndby        | Stadionhal 1 Brøndby            | Campione di Danimarca                                            |
| Gentofte       | Gentofte       | Kildeskovshal 1 Gentofte        | 8ª in VolleyLigaen                                               |
| Holte          | Holte          | Ny Holtehal Holte               | 2ª in VolleyLigaen                                               |
| Køge           | Køge           | Frihedens Idrætscenter Hvidovre | 7ª in VolleyLigaen                                               |
| Lyngby Volley  | Lyngby-Taarbæk | Engelsborghallen Lyngby-Taarbæk | 5ª in VolleyLigaen                                               |
| DHV Odense     | Odense         | Dalumhallen Odense              | 1ª in 1. Division (girone ovest); Vincitrice play-off promozione |
| Fortuna Odense | Odense         | Klostermarkshallen Odense       | 3ª in VolleyLigaen                                               |

## Torneo

### Regular season

#### Risultati
| Girone di andata |                     |     |                                   |
|                  |                     |     |                                   |
| 07-10            | Køge-Lyngby         | 0-3 | 16-25, 23-25, 16-25               |
| 09-10            | Brøndby-Gentofte    | 3-0 | 25-20, 26-24, 25-23               |
| 09-10            | Aarhus-F. Odense    | 1-3 | 15-25, 23-25, 25-21, 23-25        |
| 18-10            | Gentofte-Aarhus     | 0-3 | 16-25, 25-27, 12-25               |
| 19-10            | Lyngby-D. Odense    | 3-0 | 25-20, 25-18, 25-22               |
| 21-10            | Brøndby-Holte       | 3-2 | 22-25, 25-23, 25-18, 21-25, 15-12 |
| 22-10            | F. Odense-Køge      | 3-1 | 25-22, 25-12, 13-25, 25-16        |
| 23-10            | D. Odense-Holte     | 2-3 | 25-17, 19-25, 25-21, 19-25, 9-15  |
| 04-11            | Aarhus-D. Odense    | 3-1 | 25-23, 25-20, 18-25, 25-20        |
| 06-11            | Lyngby-F. Odense    | 1-3 | 22-25, 25-19, 22-25, 14-25        |
| 08-11            | Gentofte-D. Odense  | 0-3 | 22-25, 18-25, 20-25               |
| 08-11            | Brøndby-Aarhus      | 3-0 | 25-11, 25-16, 25-15               |
| 08-11            | Køge-Holte          | 0-3 | 15-25, 20-25, 11-25               |
| 11-11            | Holte-Lyngby        | 3-2 | 25-13, 25-20, 22-25, 21-25, 15-10 |
| 13-11            | Brøndby-Køge        | 3-0 | 25-23, 25-17, 25-11               |
| 14-11            | F. Odense-Gentofte  | 3-0 | 25-16, 26-24, 25-14               |
| 25-11            | F. Odense-Brøndby   | 1-3 | 19-25, 25-17, 22-25, 23-25        |
| 29-11            | D. Odense-Køge      | 0-3 | 23-25, 22-25, 10-25               |
| 29-11            | Gentofte-Holte      | 0-3 | 17-25, 23-25, 21-25               |
| 30-11            | Aarhus-Lyngby       | 0-3 | 15-25, 24-26, 19-25               |
| 02-12            | Brøndby-Lyngby      | 2-3 | 16-25, 23-25, 25-9, 25-19, 10-15  |
| 06-12            | Brøndby-D. Odense   | 3-0 | 25-13, 25-12, 25-7                |
| 06-12            | Holte-F. Odense     | 1-3 | 24-26, 26-28, 25-19, 16-25        |
| 07-12            | Aarhus-Køge         | 1-3 | 18-25, 23-25, 25-23, 21-25        |
| 07-12            | Lyngby-Gentofte     | 3-0 | 25-18, 25-15, 25-23               |
| 09-12            | D. Odense-F. Odense | 2-3 | 19-25, 25-23, 21-25, 25-14, 11-15 |
| 13-12            | Køge-Gentofte       | 3-0 | 25-18, 25-14, 25-22               |
| 14-12            | Holte-Aarhus        | 3-1 | 27-29, 25-11, 25-16, 25-16        |

| Girone di ritorno |                     |     |                                   |
|                   |                     |     |                                   |
| 13-01             | Holte-D. Odense     | 3-0 | 25-14, 25-9, 25-21                |
| 13-01             | F. Odense-Aarhus    | 3-0 | 25-17, 25-20, 25-21               |
| 17-01             | Aarhus-Gentofte     | 3-1 | 20-25, 25-21, 25-16, 25-19        |
| 17-01             | F. Odense-Lyngby    | 2-3 | 19-25, 25-21, 26-24, 16-25, 19-21 |
| 18-01             | Køge-D. Odense      | 3-0 | 25-10, 28-26, 26-24               |
| 20-01             | Holte-Brøndby       | 1-3 | 15-25, 25-27, 25-15, 10-25        |
| 24-01             | D. Odense-Lyngby    | 1-3 | 16-25, 25-17, 22-25, 15-25        |
| 24-01             | Gentofte-Køge       | 0-3 | 21-25, 18-25, 18-25               |
| 25-01             | Aarhus-Brøndby      | 0-3 | 14-25, 14-25, 19-25               |
| 26-01             | Gentofte-Lyngby     | 0-3 | 10-25, 22-25, 19-25               |
| 27-01             | Køge-Brøndby        | 0-3 | 15-25, 22-25, 10-25               |
| 31-01             | F. Odense-D. Odense | 3-0 | 25-12, 25-23, 25-16               |
| 31-01             | Gentofte-Brøndby    | 0-3 | 10-25, 17-25, 15-25               |
| 31-01             | Køge-Aarhus         | 3-0 | 25-23, 25-22, 25-21               |
| 03-02             | Brøndby-F. Odense   | 3-0 | 25-10, 28-26, 25-18               |
| 05-02             | Lyngby-Holte        | 3-1 | 25-18, 25-23, 22-25, 26-24        |
| 07-02             | Køge-F. Odense      | 3-1 | 24-26, 25-19, 25-20, 26-24        |
| 07-02             | D. Odense-Aarhus    | 1-3 | 9-25, 18-25, 25-23, 20-25         |
| 08-02             | Holte-Gentofte      | 3-0 | 25-8, 25-15, 25-14                |
| 08-02             | Lyngby-Brøndby      | 1-3 | 17-25, 16-25, 26-24, 25-27        |
| 10-02             | F. Odense-Holte     | 3-0 | 25-20, 25-22, 25-23               |
| 15-02             | Holte-Køge          | 3-0 | 27-25, 30-28, 25-14               |
| 15-02             | Lyngby-Aarhus       | 3-2 | 13-25, 26-24, 25-16, 24-26, 15-10 |
| 15-02             | D. Odense-Gentofte  | 3-0 | 25-17, 25-22, 27-25               |
| 21-02             | Gentofte-F. Odense  | 3-2 | 14-25, 31-29, 19-25, 25-22, 15-6  |
| 21-02             | Aarhus-Holte        | 0-3 | 17-25, 23-25, 23-25               |
| 21-02             | D. Odense-Brøndby   | 0-3 | 15-25, 18-25, 17-25               |
| 22-02             | Lyngby-Køge         | 3-1 | 25-17, 25-20, 14-25, 25-5         |

#### Classifica
| Pos. | Squadra        | Pt | G  | V  | P  | SV | SP | Ratio | PF    | PS    | Ratio |
| ---- | -------------- | -- | -- | -- | -- | -- | -- | ----- | ----- | ----- | ----- |
| 1.   | Brøndby        | 39 | 14 | 13 | 1  | 41 | 8  | 5.125 | 1 171 | 876   | 1.337 |
| 2.   | Lyngby Volley  | 31 | 14 | 11 | 3  | 37 | 18 | 2.055 | 1 227 | 1 123 | 1.093 |
| 3.   | Fortuna Odense | 28 | 14 | 9  | 5  | 33 | 21 | 1.571 | 1 223 | 1 154 | 1.060 |
| 4.   | Holte          | 26 | 14 | 9  | 5  | 32 | 20 | 1.600 | 1 194 | 1 051 | 1.136 |
| 5.   | Køge           | 21 | 14 | 7  | 7  | 23 | 23 | 1.000 | 985   | 1 027 | 0.959 |
| 6.   | Aarhus         | 13 | 14 | 4  | 10 | 17 | 33 | 0.515 | 1 043 | 1 144 | 0.912 |
| 7.   | DHV Odense     | 8  | 14 | 2  | 12 | 13 | 36 | 0.361 | 940   | 1 141 | 0.824 |
| 8.   | Gentofte       | 2  | 14 | 1  | 13 | 4  | 41 | 0.097 | 841   | 1 108 | 0.759 |

| Qualificata ai play-off scudetto |

### Play-off scudetto

#### Tabellone
|  | Quarti di finale | Quarti di finale | Quarti di finale | Quarti di finale | Quarti di finale |   |   | Semifinali | Semifinali | Semifinali | Semifinali | Semifinali | Semifinali | Semifinali |  |  | Finale | Finale  | Finale | Finale | Finale | Finale | Finale |
|  |                  |                  |                  |                  |                  |   |   |            |            |            |            |            |            |            |  |  |        |         |        |        |        |        |        |
|  | 1                |                  |                  |                  |                  |   |   |            |            |            |            |            |            |            |  |  |        |         |        |        |        |        |        |
|  | 8                |                  |                  |                  |                  |   |   |            |            |            |            |            |            |            |  |  |        |         |        |        |        |        |        |
|  |                  |                  | Brøndby          | 3                | 2                | 3 | 3 |            |            |            |            |            |            |            |  |  |        |         |        |        |        |        |        |
|  |                  |                  |                  |                  |                  | 3 | 3 |            |            |            |            |            |            |            |  |  |        |         |        |        |        |        |        |
|  |                  |                  | Holte            | 0                | 3                | 1 | 0 |            |            |            |            |            |            |            |  |  |        |         |        |        |        |        |        |
|  | 5                | Køge             | Holte            | 0                | 3                | 1 | 0 | 1          | 0          |            |            |            |            |            |  |  |        |         |        |        |        |        |        |
|  | 5                | Køge             |                  |                  |                  |   |   | 1          | 0          |            |            |            |            |            |  |  |        |         |        |        |        |        |        |
|  | 4                | Holte            | 3                | 3                |                  |   |   |            |            |            |            |            |            |            |  |  |        |         |        |        |        |        |        |
|  |                  |                  |                  |                  |                  |   |   |            |            |            |            |            |            |            |  |  |        | Brøndby | 3      | 3      | 3      |        |        |
|  |                  |                  |                  | Lyngby Volley    | 0                | 0 | 0 |            |            |            |            |            |            |            |  |  |        |         |        |        |        |        |        |
|  | 3                |                  |                  |                  |                  |   |   |            |            |            |            |            |            |            |  |  |        |         |        |        |        |        |        |
|  | 6                |                  |                  |                  |                  |   |   |            |            |            |            |            |            |            |  |  |        |         |        |        |        |        |        |
|  |                  |                  | Lyngby Volley    | 2                | 3                | 3 | 1 | 3          |            |            |            |            |            |            |  |  |        |         |        |        |        |        |        |
|  |                  |                  |                  |                  |                  | 3 | 1 | 3          |            |            |            |            |            |            |  |  |        |         |        |        |        |        |        |
|  |                  |                  | Fortuna Odense   | 3                | 2                | 1 | 3 | 1          |            |            |            |            |            |            |  |  |        |         |        |        |        |        |        |
|  | 6                | Aarhus           | Fortuna Odense   | 3                | 2                | 1 | 3 | 1          | 0          | 0          |            |            |            |            |  |  |        |         |        |        |        |        |        |
|  | 6                | Aarhus           |                  |                  |                  |   |   |            | 0          | 0          |            |            |            |            |  |  |        |         |        |        |        |        |        |
|  | 3                | Fortuna Odense   | 3                | 3                |                  |   |   |            |            |            |            |            |            |            |  |  |        |         |        |        |        |        |        |

#### Risultati
| Quarti di finale |                  |     |                            |
|                  |                  |     |                            |
| 26-02            | Køge-Holte       | 1-3 | 28-26, 10-25, 18-25, 16-25 |
| 27-02            | Aarhus-F. Odense | 0-3 | 13-25, 21-25, 20-25        |

| 03-03 | Holte-Køge       | 3-0 | 25-12, 25-16, 25-11 |
| 03-03 | F. Odense-Aarhus | 3-0 | 26-24, 25-19, 27-25 |

| Semifinali |                  |     |                                  |
|            |                  |     |                                  |
| 14-03      | Brøndby-Holte    | 3-0 | 25-17, 25-17, 25-22              |
| 15-03      | Lyngby-F. Odense | 2-3 | 26-24, 25-19, 13-25, 17-25, 7-25 |

| 17-03 | Holte-Brøndby    | 3-2 | 20-25, 25-13, 12-25, 25-20, 15-13 |
| 18-03 | F. Odense-Lyngby | 2-3 | 25-12, 26-28, 25-18, 23-25, 13-15 |

| 21-03 | Brøndby-Holte    | 3-1 | 25-23, 23-25, 25-20, 27-25 |
| 22-03 | Lyngby-F. Odense | 3-1 | 25-23, 25-20, 21-25, 25-22 |

| 24-03 | Holte-Brøndby    | 0-3 | 23-25, 13-25, 16-25        |
| 24-03 | F. Odense-Lyngby | 3-1 | 23-25, 25-21, 25-18, 25-20 |

| 28-03 | Lyngby-F. Odense | 3-1 | 20-25, 25-20, 25-22, 25-14 |

| Finale terzo posto |                 |     |                                 |
|                    |                 |     |                                 |
| 09-04              | Holte-F. Odense | 3-1 | 25-22, 17-25, 25-21, 25-17      |
| 14-04              | F. Odense-Holte | 2-3 | 25-22, 9-25, 21-25, 25-17, 5-15 |

| Finale |                |     |                     |
|        |                |     |                     |
| 08-04  | Brøndby-Lyngby | 3-0 | 25-19, 25-20, 25-14 |
| 12-04  | Lyngby-Brøndby | 0-3 | 22-25, 20-25, 19-25 |
| 19-04  | Brøndby-Lyngby | 3-0 | 25-19, 25-13, 25-12 |

### Play-off 5º posto

#### Risultati
| Prima giornata |                    |     |                                   |
|                |                    |     |                                   |
| 07-03          | Køge-Aarhus        | 2-3 | 18-25, 25-11, 19-25, 25-19, 13-15 |
| 07-03          | D. Odense-Gentofte | 3-0 | 25-14, 25-19, 25-19               |

| Seconda giornata |                  |     |                                   |
|                  |                  |     |                                   |
| 14-03            | Gentofte-Køge    | 0-3 | 16-25, 13-25, 13-25               |
| 14-03            | D. Odense-Aarhus | 2-3 | 23-25, 25-19, 15-25, 25-22, 12-15 |

| Terza giornata |                 |     |                     |
|                |                 |     |                     |
| 21-03          | Gentofte-Aarhus | 0-3 | 10-25, 10-25, 10-25 |
| 22-03          | Køge-D. Odense  | 3-0 | 25-15, 25-15, 25-19 |

| Quarta giornata |                    |     |                            |
|                 |                    |     |                            |
| 29-03           | Aarhus-Køge        | 3-0 | 25-21, 25-14, 25-23        |
| 28-03           | Gentofte-D. Odense | 3-1 | 26-24, 25-22, 20-25, 25-23 |

| Quinta giornata |                  |     |                            |
|                 |                  |     |                            |
| 11-04           | Køge-Gentofte    | 3-0 | 25-15, 25-18, 25-22        |
| 09-04           | Aarhus-D. Odense | 3-1 | 25-20, 23-25, 25-16, 25-12 |

| Sesta giornata |                 |     |                     |
|                |                 |     |                     |
| 18-04          | Aarhus-Gentofte | 3-0 | 25-16, 25-22, 25-20 |
| 18-04          | D. Odense-Køge  | 0-3 | 19-25, 21-25, 22-25 |

#### Classifica
| Pos. | Squadra    | Pt | G | V | P | SV | SP | Ratio | PF  | PS  | Ratio |
| ---- | ---------- | -- | - | - | - | -- | -- | ----- | --- | --- | ----- |
| 1.   | Aarhus     | 17 | 6 | 6 | 0 | 18 | 5  | 3.600 | 524 | 419 | 1.250 |
| 2.   | Køge       | 15 | 6 | 4 | 2 | 14 | 6  | 2.333 | 458 | 378 | 1.211 |
| 3.   | DHV Odense | 5  | 6 | 1 | 5 | 7  | 15 | 0.466 | 453 | 502 | 0.902 |
| 4.   | Gentofte   | 3  | 6 | 1 | 5 | 3  | 16 | 0.187 | 333 | 469 | 0.710 |

| Qualificata ai play-out |

### Play-out
| Finale |                 |     |                                   |
|        |                 |     |                                   |
| 26-04  | Amager-Gentofte | 3-0 | 25-14, 25-20, 32-30               |
| 05-05  | Gentofte-Amager | 2-3 | 25-12, 19-25, 21-25, 25-20, 15-17 |

| Finale |                   |     |                            |
|        |                   |     |                            |
| 27-04  | Bedsted-D. Odense | 1-3 | 20-25, 16-25, 27-25, 17-25 |
| 30-04  | D. Odense-Bedsted | 3-1 | 25-20, 25-20, 20-25, 25-15 |

## Classifica finale
| Pos | Squadra        | Qualificazione      |
| --- | -------------- | ------------------- |
|     | Brøndby        |                     |
| 2   | Lyngby Volley  |                     |
| 3   | Holte          |                     |
| 4   | Fortuna Odense |                     |
| 5   | Aarhus         |                     |
| 6   | Køge           |                     |
| 7   | DHV Odense     |                     |
| 8   | Gentofte       | 1. Division 2015-16 |